# Русский Студенец
Русский Студенец (тат. Урыс Суыксуы) — деревня в Алькеевском районе Республики Татарстан. Входит в состав Старокамкинского сельского поселения.

## Расположение
Расположена на левом берегу реки Малый Черемшан.

## История
Основана в XVIII веке. В 1770 году в селе уже была Успенская церковь, проживали крепостные крестьяне и дворовые люди дворян Аристовых, Мурзиных, Висленевых, Шошиных и Львовых. Согласно «Спискам населённых мест Российской империи» по состоянию на 1859 год во владельческом сельце Успенском, Студенец тож: 26 дворов крестьян, население — 89 душ мужского пола и 92 женского, всего — 181 человек.

## Население
| 1859 | 1897 | 1908 | 1920 | 1926 | 1949 | 1958 |
| ---- | ---- | ---- | ---- | ---- | ---- | ---- |
| 175  | ↘174 | ↗264 | ↗372 | ↘320 | ↘221 | ↘157 |
| 1970 | 1979 | 1989 | 2002 | 2010 | 2021 |      |
| ↘114 | ↘46  | ↘4   | ↗5   | ↘0   | →0   |      |